# قورباغه درختی رنگین‌کمان
قورباغه درختی رنگین‌کمان (نام علمی: Litoria multicolor) نام یک گونه از سرده قورباغه درختی استرالیایی است.